# Battaglia di Tuttlingen
La battaglia di Tuttlingen si svolse il 24 novembre 1643 nella regione del Baden, nella Germania sud-occidentale, durante la fase francese della Guerra dei trent'anni.
L'esercito francese al comando del maresciallo Josias Rantzau, nel corso di un'avanzata nella regione del fiume Reno, fu sorpreso dalle forze imperiali di Franz von Mercy, che comprendevano, oltre alle truppe dell'impero, anche contingenti bavaresi e lorenesi. Von Mercy attaccò gli avversari presso la città di Tuttlingen, sorprendendoli completamente; la battaglia si concluse con la ritirata delle forze francesi in Alsazia, al di là del Reno, mentre in mano imperiale rimanevano 7.000 prigionieri circa, di cui 260 ufficiali incluso il maresciallo Rantzau.
Inoltre l'esercito imperiale guadagnò tutti i cannoni francesi, 560 cavalli, moltissimi oggetti in argento e denaro.